# Zenon Kossak
Zenon Kossak ukr. Зенон Коссак,  ps. Tarnawśkyj (ur. 1 kwietnia 1907 w Drohobyczu, zm. 19 marca 1939 w Sołotwynie) – ukraiński nacjonalista.
Pochodził z rodziny Kossaków herbu Kos. Pełnił między innymi funkcje referenta organizacyjnego Organizacji Ukraińskich Nacjonalistów oraz powiatowego przewodniczącego organizacji w Drohobyczu. Był jednym z organizatorów akcji ekspropriacyjnych OUN w Borysławiu, Truskawcu i Gródku. W 1932 był aresztowany i sądzony w związku z zabójstwem Tadeusza Hołówki, otrzymując w 1934 wyrok 8 lat więzienia. Po amnestii w 1938 udał się na Ukrainę Karpacką, gdzie w marcu 1939 otrzymał stanowisko zastępcy Szefa Sztabu Sił Zbrojnych Ukrainy Karpackiej (Siczy Karpackiej). Po wkroczeniu wojsk węgierskich na terytorium Karpato-Ukrainy został wzięty do niewoli i rozstrzelany wraz z Mychajło Kołodzinskim, którego był adiutantem.
W trakcie pobytu w więzieniu opracował „44 reguły życia nacjonalisty ukraińskiego“.

## Literatura
- Dariusz Dąbrowski - "Rzeczpospolita Polska wobec kwestii Rusi Zakarpackiej (Podkarpackiej) 1938-1939", Toruń 2007, ISBN 978-83-60738-04-7